# Laura Player
Laura Player (født 25. juli 1991) er en kvindelig australsk håndboldspiller. Hun spiller i Harbourside HC og på Australiens håndboldlandshold, som stregspiller. Hun repræsenterede Australien, under VM 2019 i Japan.